# Šilja
Šilja (енгл. Goofy) je animirani lik iz Volt Diznijeve produkcije. On je jedan od najboljih prijatelja Mikija Mausa.
Šilja se prvi put pojavio publici u crtanom filmu «Mickey’s Revue» 25. maja 1932. godine. Osmislio ga je animator Art Babit (Arthur Harold Babbitt).
Stari crtani filmovi Šilje u kojima kao glavna zvezda zadivljuje gledaoce i dalje su aktivni u Diznijevom crtačkom studiju, ali i na kanalima namenjenim mlađem uzrastu kao što je Disney XD, i na kanalima Radio televizije Srbije ili RTS-1.
Šilja kao stari ali nezaboravljeni lik, kod nas je bio i ostao veoma popularan i u stripu i na belom ekranu. Tokom 80-ih i 90-ih gledali smo ga u serijalu Mikijeva Radionica (engl. The Mouse Factory), a on ne zamire ni danas jer još uvjek ima mjesto u modernoj animiranoj seriji za decu Mikijev klub (engl. Mickey Mouse Clubhouse). U toj seriji on je jedan od glavnih Diznijevih junaka zajedno sa: Mikijem, Pajom, Mini i Patom i eventualno sporednim, ali isto tako važnim likovima Hromim Dabom i deda Stajom. U srpskoj sinhronizaciji, glasove su mu pozajmili Nikola Simić i Slobodan Ninković.
Šilja je antropomorfni pas. Visok je i ima tanke klempave uši i dva upadljiva razdvojena sekutića. Oblači se slično Mikiju Mausu (najčešće jedan od njih nosi crvenu rolku i plave pantalone a drugi obrnuto). Ima neobičan šešir. Njegov alter-ego Super-Šilja u šeširu sakriva super-kikiriki, i kada ga pojede postaje superjunak. U jednom stripu Šilja dobija crni prsluk bez rukava koji mu se toliko dopao da ga kasnije nosi u svim stripovima.
Šilja je uvek pozitivna ličnost i trudi se da pomogne drugima, ali je veoma trapav i često slučajno nešto polomi ili pokvari. Uvek mu padaju na pamet razne čudne ideje i često ne razume društvene konvencije. Miki Maus uvek podržava svog druga Šilju i nikad se ne ljuti što nešto nije razumeo ili je nešto polomio. Šilja ima vrlo razvijenu maštu i zato prihvata čudne stvari kao sasvim normalne (npr. misli da je veštica u stvari samo fina stara bakica).

## Literatura
- Smith, Dave (1996). Disney A to Z: The Updated Official Encyclopedia. стр. 369. ISBN 9780786863914.
- Christopher Finch (1973): The Art Of Walt Disney: From Mickey Mouse to the Magic Kingdoms, Portland House, 1988
- Richard Holliss, Brian Sibley: The Disney Studio story. 1988. ISBN 978-0-7064-3040-0., Octopus.